# 下浜駅
下浜駅（しもはまえき）は、秋田県秋田市下浜羽川（はねかわ）字下野（しもの）にある、東日本旅客鉄道（JR東日本）羽越本線の駅である。

## 歴史
- 1920年（大正9年）2月22日：鉄道院（のちの日本国有鉄道）の駅として由利郡下浜村に開業[2]。
- 1962年（昭和37年）10月1日：貨物取扱を廃止[2]。
- 1972年（昭和47年）10月2日：荷物扱いを廃止[3]。駅員無配置駅となり[4]、簡易委託化[5]。
- 1987年（昭和62年）4月1日：国鉄分割民営化により、東日本旅客鉄道（JR東日本）の駅となる[2]。
- 1990年（平成2年）3月：跨線橋を駅東側に延長して、自由通路とする[6]。
- 1998年（平成10年）：無人化。
- 1999年（平成11年）3月13日：新駅舎が完成。
- 2021年（令和3年）6月11日：外壁の塗り替え作業を前に、下浜小学校と下浜中学校の全校児童生徒62人が駅舎外壁に下浜地域の魅力を寄せ書きした[7]。
- 2024年（令和6年）10月1日：えきねっとQチケのサービスを開始[1][8]。

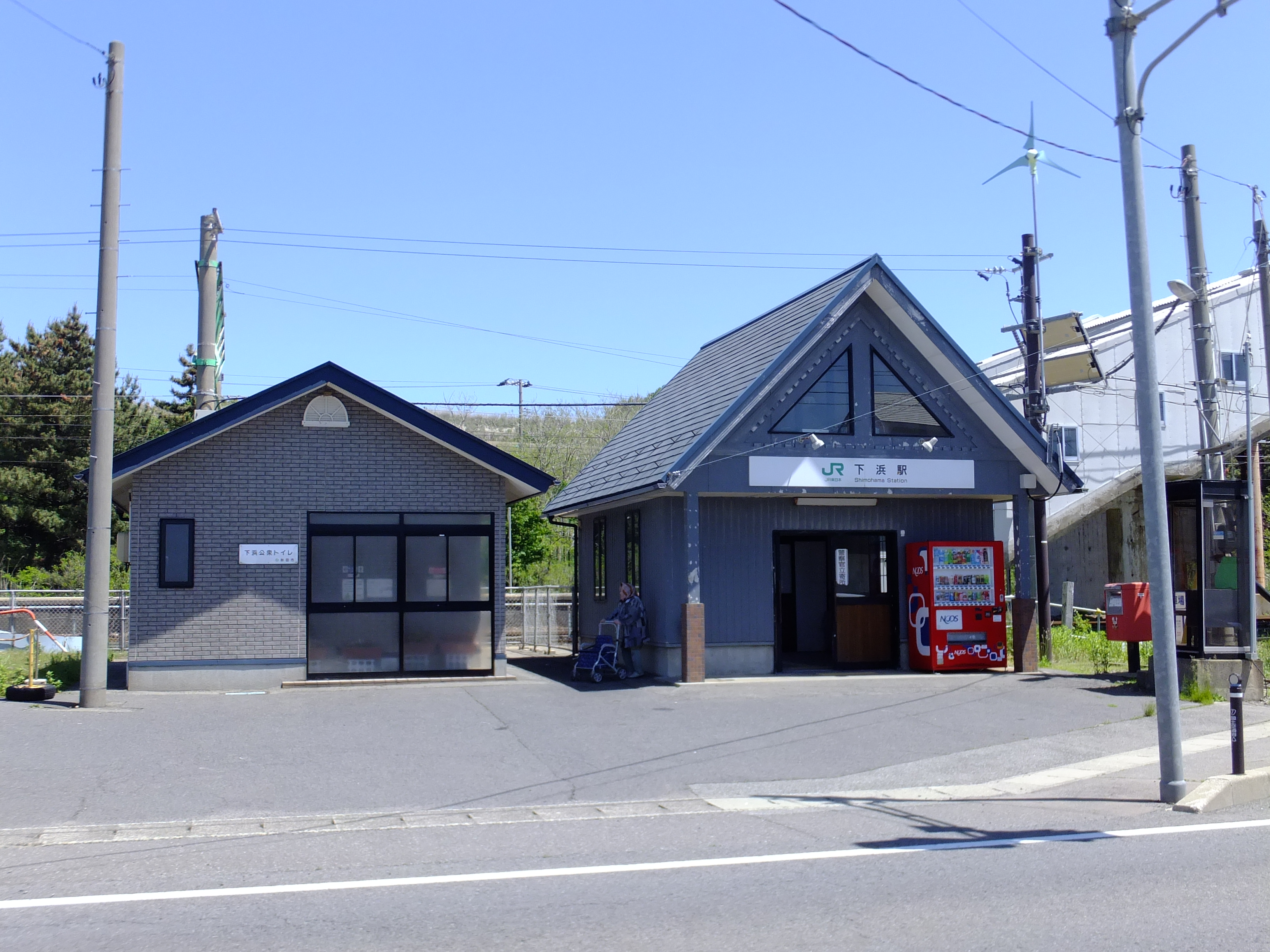
リニューアル前（2018年6月）

## 駅構造
単式ホーム1面1線と島式ホーム1面2線、計2面3線のホームを有する地上駅である。互いのホームは跨線橋で連絡している。跨線橋は東西自由通路を兼ねており、東口周辺は住宅地となっている。駅舎は西口側に設置されている。
秋田駅管理の無人駅である。駅舎は待合室の機能のみを持つ。乗車駅証明書発行機、電光スクロール式の案内表示板が設置されている（発車標の設置はない）。
トイレは旧駅舎時代に設置されていたが、現在の駅舎の建設時に撤去された。2003年（平成15年）4月に、地域住民の請願により、駅舎の隣に（秋田市の施設として）別棟で建設され、地域住民により清掃管理が行われている。その後、老朽化に伴って、2024年(令和6年)3月にトイレ棟が建て替えられ、バリアフリーにも対応した。

### のりば
| 番線 | 路線      | 方向       | 行先               |
| ---- | --------- | ---------- | ------------------ |
| 1    | ■羽越本線 | 下り       | 秋田方面           |
| 2    | ■羽越本線 | （待避線） | （待避線）         |
| 3    | ■羽越本線 | 上り       | 羽後本荘・酒田方面 |

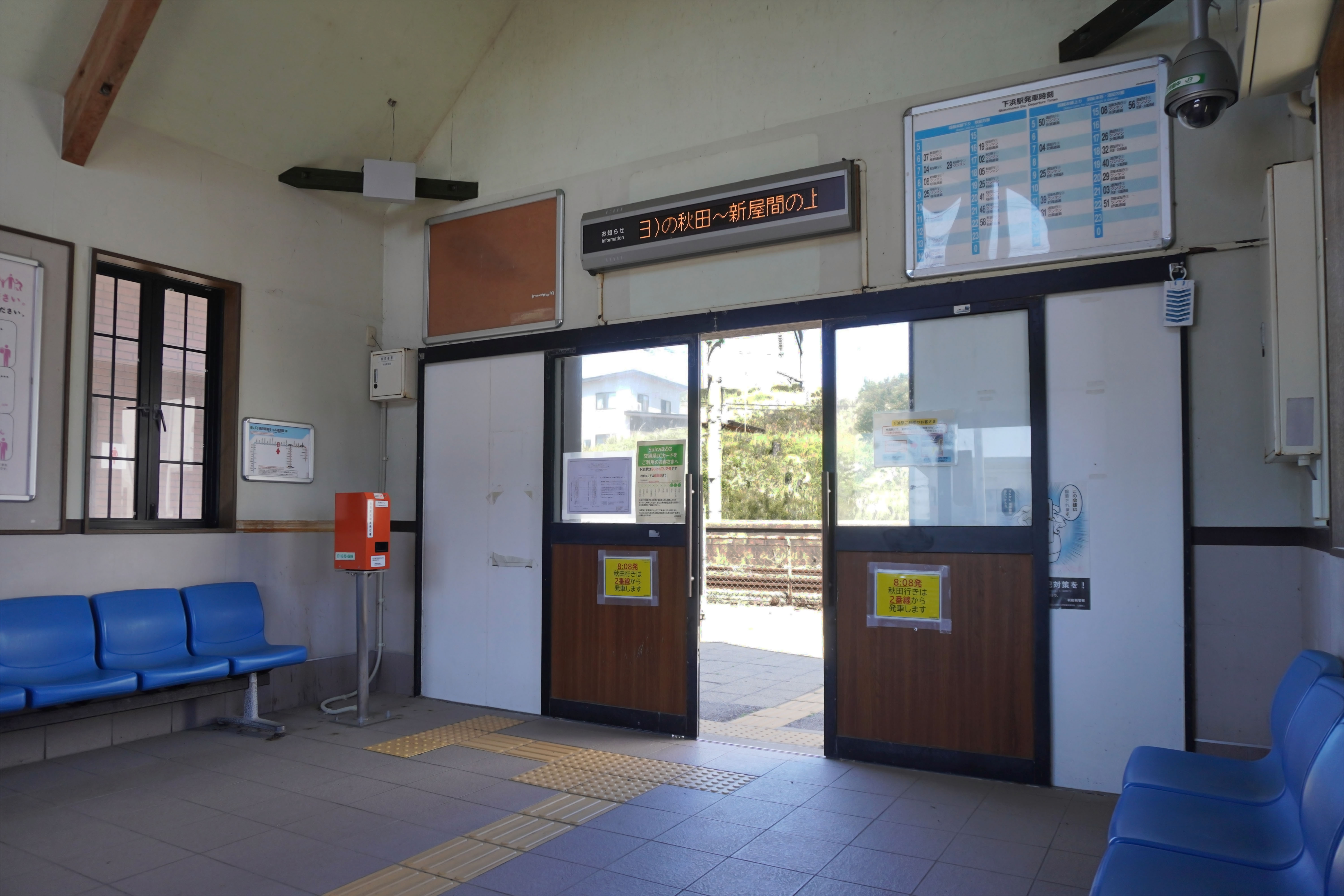
駅舎内（2024年5月）
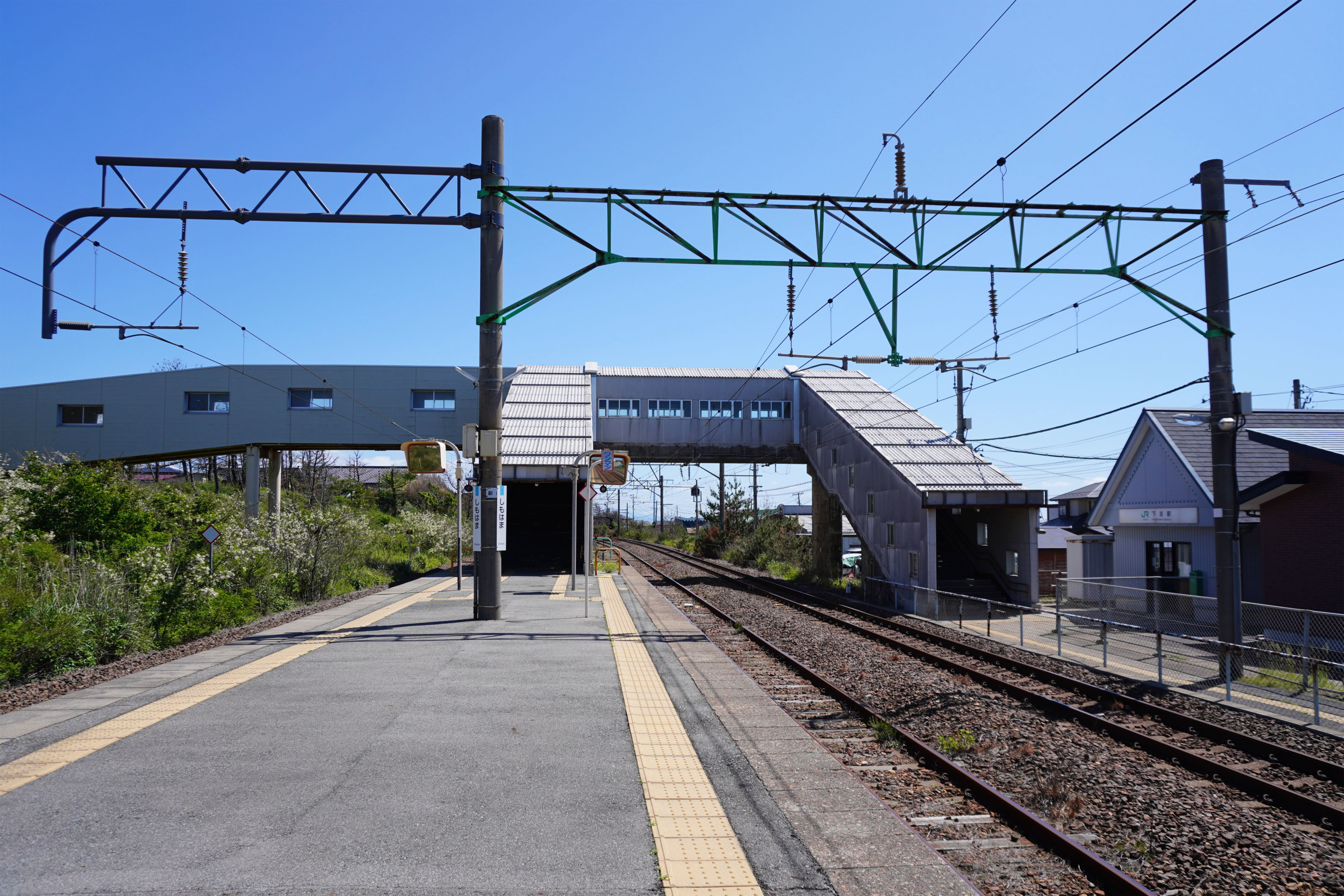
ホーム（2024年5月）

## 駅周辺

### 西口
秋田県道56号秋田天王線（秋田県道240号川添下浜停車場線と重複）に面している。
- 秋田市下浜駅前駐輪場
- 秋田市下浜地区コミュニティセンター
- 秋田市立下浜小学校（東口からのアクセスも可）
  - 秋田市下浜児童室
- 下浜郵便局
- 下浜海水浴場

### 東口
市道に面している。周辺は主に住宅街となっている。
- 下浜工業団地（陽光台団地）

## バス路線
西口（下浜駅前停留所）
- 秋田市マイタウン・バス西部線下浜コース
- 羽後交通 急行 本荘・秋田線

以前は羽後交通が当駅前を始発・終着とするバス路線の運行も行っていたが、1980年代後半ころに廃止されている。

## 隣の駅
東日本旅客鉄道（JR東日本）
■羽越本線
道川駅 - 下浜駅 - *桂根駅 - 新屋駅
*:一部の列車のみ桂根駅に停車する。